# Рудницкая, Елена Иосифовна
Елена Иосифовна Рудницкая (1925, Житомирская область, Украинская ССР — неизвестно, село Новосёловка, Тельмановский район, Донецкая область) — звеньевая зернового совхоза имени XVIII партсъезда Министерства совхозов СССР, Тельмановский район Сталинской области, Украинская ССР. Герой Социалистического Труда (1949).

## Биография
Родилась в 1925 году в одном из населённых пунктов Житомирской области. В послевоенное время — звеньевая комсомольско-молодёжного звена совхоза имени 18 партсъезда (с 1992 года — опытное хозяйство «Приазовье» Донецкого института агропромышленного производства) Тельмановского района с центральной усадьбой в селе Новосёловка Тельмановского района (сегодня — Волновахский район). В 1948 году звено под её руководством получило в среднем с каждого гектара по 32,3 центнера пшеницы на площади 65,8 гектаров.
Указом Президиума Верховного Совета СССР от 14 мая 1949 года удостоена звания Героя Социалистического Труда за «получение высоких урожаев пшеницы в 1948 году» с вручением ордена Ленина и золотой медали «Серп и Молот» (№ 3593).
Этим же указом званием Героя Социалистического Труда были награждены директор совхоза Иван Андреевич Бабенко, старший агроном Борис Михайлович Черепов, управляющий отделением Иван Леонтьевич Мирошниченко, старший механик Клим Власович Харчук и механик отделения Илья Дмитриевич Саввахай.
После выхода на пенсию проживала в селе Новосёловка Тельмановского района. С1980 года — персональный пенсионер союзного значения. Дата смерти не установлена.